# Lloyds Bank
Lloyds Bank var en brittisk bank, med ursprung i bankfirman Taylors and Lloyd grundad 1765 i Birmingham, som grundades 1865 genom omformning av den då 100-åriga bankirfirman till Lloyds banking company.
Namnet Lloyds Bank Limited antogs 1889. Under perioden 1889-1901 skedde ett planmässigt utbyggande av Lloyds kontrollområde över hela England. Inte mindre än 23 större och mindre penninginstitut gick upp i Lloyds. Under de följande åren fortsatte Lloyds att växa och i skarp konkurrens med Midland Bank om ledarpositionen som Storbritanniens största bank, och totalt kom 52 andra bankinstitutioner att gå upp i Lloyds. Från 1923 skedde sedan inga nya bankförvärv.
Banken utvecklade även sin maktställning genom att köpa upp aktieinnehavet i andra banker, och förvärvade bland annat aktierna i National bank of Scotland samt aktiemajorieten i Bank of London and South America. Tillsammans med National Provincial Bank i London innehade man aktiekapitalet i  Lloyd's and National provincial foreign bank med filialer i Frankrike, Beligen och Italien. Vidare knöt man nära kontakter med Bank of Britsh West Afrika och National Bank of New Zealand.
1966 kom National Bank of New Zealand att förvärvas och 1973 övertogs Bank of London and South America.
1995 gick man samman med Trustee Savings Bank till holdingbolaget Lloyds TSB Group PLC.

## Fotnoter
1. 1 2  Nationalencyklopedin multimedia plus, 2000 (uppslagsord Lloyds Bank PLC)
2. 1 2 3  Carlquist, Gunnar, red (1937). Svensk uppslagsbok. Bd 17. Malmö: Svensk Uppslagsbok AB. sid. 513